# Petriceni
Petriceni (węg. Kézdikővár) – wieś w Rumunii, w okręgu Covasna, w gminie Sânzieni. W 2011 roku liczyła 962 mieszkańców.